# Maria Teresa Portela
Maria Teresa Portela, född den 5 maj 1982, är en spansk kanotist.
Hon tog bland annat VM-guld i K-1 200 meter i samband med Sprintvärldsmästerskapen i kanotsport 2003 i Gainesville, Georgia.
Vid olympiska sommarspelen 2020 i Tokyo tog Portela silver i K-1 200 meter.